# Серафим Спасов (Младо Нагоричане)
 Тази статия е за дееца на ВМОРО от Младо Нагоричане.  За този от Станци вижте Серафим Спасов (Станци).  
Серафим Спасов Богданов Механджийски или Механджиев е български революционер, деец на Вътрешната македоно-одринска революционна организация и на Вътрешната македонска революционна организация.

## Биография
Серафим Спасов е роден в кумановското, както брат му Величко Спасов пише „чисто българско“ село Младо Нагоричане, тогава в Османската империя. Присъединява се към ВМОРО и става местен ръководител и селски войвода. В 1906 година е убит от платени от сръбската пропаганда агенти. Наследен е като ръководител от брат си Величко.